# 王曼苓
王曼苓（1940年—），原名王素雁，女，原籍河北任丘，生于辽宁北票，中国评剧演员，曾任中国戏剧家协会理事，吉林省文学艺术界联合会副主席。